# Ломозеро
Ломозеро — пресноводное озеро на территории Луусалмского сельского поселения Калевальского района Республики Карелии.

## Общие сведения
Площадь озера — 3,4 км², площадь водосборного бассейна — 792 км². Располагается на высоте 117,4 метров над уровнем моря.
Форма озера продолговатая: оно вытянуто с севера на юг. Берега каменисто-песчаные, местами заболоченные.
Через озеро протекает река Кенто, впадающая в озеро Юляярви, которое протокой сообщается с озером Алаярви. Воды из последнего через протоку Ельмане уже втекают в озеро Среднее Куйто.
В южную оконечность озера впадает река Шоперка, вытекающая из одноимённого озера.
По центру озера расположен один небольшой остров без названия.
У северной оконечности Ломозера проходит автодорога местного значения.
Код объекта в государственном водном реестре — 02020000811102000004821.